# クッキング戦士クックマン
クッキング戦士クックマン（クッキングせんしクックマン）は、栃木県大田原市のローカルタレント、お笑い芸人、料理人。「地球の食の平和を守るヒーロー」クックマンとして活動しているほか、本名の岸本浩嗣名義でお笑い芸人として活動している。

## 概要
大田原市で飲食店を営む家庭に生まれる。中学生時代はプロレスラーにあこがれるも、その後料理の道へ。都内で数年間板前を経験した後、2006年に地元大田原市でラーメン店を開店。白色と黄色を基調とした超高性能未来型宇宙スーツとマントを装着している。
- 2007年秋、クックマンとしての活動を開始。音楽に合わせて踊りながら料理を創る一曲入魂というスタイルを確立、以来栃木県内外のライブハウスやイベント会場、学校などで、食のイベントや料理教室を開催している。

- 2009年2月、DEEP&CMAファン感謝祭2009にてリングデビュー、第3試合のロイヤルランボー戦で最後の2名に残るも、入江秀忠のサンダーファイヤーパワーボムに敗れる。同年8月にはキックボクシング興行「宇都宮蹴拳伝 vol.3」に参戦、長井満也とタッグを組み新田明臣、グラン浜田と対戦するも新田の後ろ回し蹴りに敗れた。

- 2011年8月10日、『とちぎ未来大使』に栃木県知事より委嘱される。
- 2016年10月23日、栃木県那珂川町のふるさと大使に任命される[1][2][3]。
- 2018年11月13日、17イチナナのライバーとしてデビュー。
- 2020年10月  1日、BIGOLIVEのライバーとしてデビュー。

## クックマンのショー
- 主なショー
  - パラパラチャーハン作り
  - リンゴの皮をすばやく剥く
  - バルーンパフォーマンス

### 素顔
かつては、マスクを二重にかぶり、「マスクを脱ぐ」と宣言して1枚を脱ぐのみで素顔は明かさないパフォーマンスだった。
2016年になると、素顔で前説し、物陰で衣装を着てクックマンとしてショーを行い、マスクを脱いでさらにバルーンパフォーマンスやゴム手袋パフォーマンスしている。
ブログや動画では、2017年以降は素顔の露出が多くなっている。

## メディア出演

### クックマンとして
- 2008年
  - 8月 - テレビ東京『怒りおやじ』で、出川哲朗とヒーローについて熱く語った。
  - 9月よりRADIO BERRY『Satocame GT』に出演。
  - 10月よりCRT栃木放送で『みんなのラヂオ』木曜日のレギュラー獲得。
- 2009年
  - 10月 - テレビ朝日『スーパーJチャンネル』に出演[いつ?]。
  - 11月 - NHK『こんにちはいっと6けん』に出演[いつ?]。
- 2010年3月 - TBS『SASUKE』第25回大会本戦出場を果たした（全カット、ゼッケン76）。
- 2013年2月20日 - 日本テレビ『スッキリ!!』の「うまいッス!!」に栃木ご当地紹介スイーツ紹介のレポーターとして出演。
- 2014年
  - 4月7日より、とちぎテレビで放送開始の「雷様剣士ダイジ」にて1クール目には画面を見切る形でほぼ出演、以後下記の16話他メインキャラとしてのゲスト登場を繰り返し、EDにも登場する。
  - 7月21日放送　とちぎテレビ「雷様剣士ダイジ（第16話）大田原のヒーロー」にてメイン出演。
- 2022年9月27日放送　日本テレビ『ヒューマングルメンタリー オモウマい店』（中京テレビ制作）に出演。

### 岸本浩嗣として
- とちぎテレビ「雷様剣士ダイジ」にて、ひょごる三人衆のうち、ひょごったの声担当として2018年3月末まで、ほぼ毎回出演していた。

## クックマン事務局
- クックマンが中心となって、芸人集団を結成

ローカルヒーローの精霊法士トチノキッドも一時期参加していた。
事務局主体のイベント活動やブログは2012年12月から休止しているが、
「雷様剣士ダイジ」には2018年3月末まで、協力：クックマン事務局としてクレジットされていた。

## 宴会部長
岸本が代表のエンターテインメント軍団。栃木県北地域のホテルでのお笑いショーや、宴会の余興などを活躍の場としている。
メンバーは岸本のほか、近隣の大道芸人、お笑いコンビ「シモツケ」などとペアやトリオを組むことが多い。